# Liste der Stolpersteine in Lahnau
Die Liste der Stolpersteine in Lahnau enthält die Stolpersteine, die im Rahmen des gleichnamigen Kunst-Projekts von Gunter Demnig in Lahnau verlegt wurden. Mit ihnen soll an die Opfer des Nationalsozialismus erinnert werden, die in Lahnau lebten und wirkten.

## Liste der Stolpersteine
| Name                    | Adresse         | Bild | Inschrift                             | Verlegedatum  | Biografie und Anmerkungen |
| ----------------------- | --------------- | --- | ------------------------------------- | ------------- | ------------------------- |
| Heinrich Failing        | Kirchplatz 1 ·  | Bild gesucht Der Benutzer GeorgDerReisende ( Diskussion ) wünscht sich an dieser Stelle ein Bild vom Ort mit diesen Koordinaten 50.586967 8.551884 . Motiv: Stolperstein für Heinrich Failing, die Lage und das Haus Falls du dabei helfen möchtest, erklärt die Anleitung , wie das geht. BW                        | Hier wohnte Heinrich Failing …        | 14. Juni 2013 |                           |
| Rudolf Heinrich Schmidt | Pfarrstraße 4 · | Bild gesucht Der Benutzer GeorgDerReisende ( Diskussion ) wünscht sich an dieser Stelle ein Bild vom Ort mit diesen Koordinaten 50.586418 8.553271 . Motiv: Stolperstein für Rudolf Heinrich Schmidt, die Lage und das Haus Falls du dabei helfen möchtest, erklärt die Anleitung , wie das geht. BW                 | Hier wohnte Rudolf Heinrich Schmidt … | 14. Juni 2013 |                           |
| Johanette Hirsch        | Schulstraße 1 · | Bild gesucht Der Benutzer GeorgDerReisende ( Diskussion ) wünscht sich an dieser Stelle ein Bild vom Ort mit diesen Koordinaten 50.586859 8.550165 . Motiv: Stolpersteine für Johanette Hirsch, Gerda und Edith Lamm, die Lage und das Haus Falls du dabei helfen möchtest, erklärt die Anleitung , wie das geht. BW | Hier wohnte Johanette Hirsch …        | 14. Juni 2013 |                           |
| Gerda Lamm              | Schulstraße 1 · | Bild gesucht Die Wikipedia wünscht sich an dieser Stelle ein Bild vom hier behandelten Ort. Falls du dabei helfen möchtest, erklärt die Anleitung , wie das geht. BW | Hier wohnte Gerda Lamm …              | 14. Juni 2013 |                           |
| Edith Lamm              | Schulstraße 1 · | Bild gesucht Die Wikipedia wünscht sich an dieser Stelle ein Bild vom hier behandelten Ort. Falls du dabei helfen möchtest, erklärt die Anleitung , wie das geht. BW | Hier wohnte Edith Lamm …              | 14. Juni 2013 |                           |